# 大阪オクトパス2015
『大阪オクトパス2015』（おおさかオクトパス にせんじゅうご）は、日本のプロレス団体DDTプロレスリングによる、大阪府立体育会館（エディオンアリーナ大阪）第1競技場で行われた興行であり、関西では初の両国国技館クラスのビッグマッチ。

## 概要
- 2015年6月13日、DDT大阪府立体育会館第2競技場大会にて高木三四郎大社長が同会場第一競技場への初進出を発表。大阪出身の高木曰く「小さい頃から思い入れのある会場」[1]。
- メインイベントであるKO-D無差別級戦は、「DDTドラマティック総選挙2015」にて1位を獲得した選手にその時点での王者への挑戦権が与えられた。
- 8月2日、新木場1stRINGにて開催された「闘うビアガーデン2015〜DDT〜」にてDNAの鈴木大を営業職に任命、9月から大会までの3ヶ月間大阪に在住させる事を発表。
- 大会終了後、翌2016年も同会場での大会開催することを宣言。

## 全試合結果
| キング・オブ・ダーク選手権タッグマッチ 60分一本勝負 |                                                                                   |                                      |
| ◯松永智充 岩崎孝樹 （第6代王者） | 3分33秒 バックドロップ→体固め                                                     | 鈴木大● 内田祥一 （挑戦者）          |
| 第6代王者の岩崎が4度目の防衛に成功 |                                                                                   |                                      |
| オープニングマッチ |                                                                                   |                                      |
| ヤス・ウラノ ◯彰人 中津良太 梅田公太 | 8分55秒 ハナマサ→片エビ固め                                                       | 石井慧介 高尾蒼馬 井上麻生● 渡瀬瑞基 |
| 第二試合 松竹vsよしもと全面戦争〜スペシャルハンディキャップマッチ                                                                                           |                                                                                   |                                      |
| ◯スーパー・ササダンゴ・マシン | 8分55秒 6渡瀬獲得→渡瀬瑞基復活                                                    | RG◯ 山里亮太◯                        |
| アイアンマンヘビーメタル級選手権試合 |                                                                                   |                                      |
| ●チェリー | 16時50分 タライ殴打→体固め                                                        | 菊タロー◯                            |
| 菊タローが第1056代王者に |                                                                                   |                                      |
| 第三試合 アイアンマンヘビーメタル級選手権時間差バトルロイヤル                                                                                               |                                                                                   |                                      |
| 出場選手(入場順) 菊タロー、チェリー、大石真翔、勝俣瞬馬、キアイリュウケンエッちゃん、赤井沙希、平田一喜、大鷲透、宮武俊、伊橋剛太、大石真翔、アジャ・コング |                                                                                   |                                      |
| ●菊タロー | 5分9秒 松井幸則レフェリーのジャーマン・スープレックス →片エビ固め                 | 勝俣◯                                |
| 勝俣が第1057代王者に |                                                                                   |                                      |
| ●勝俣 | 6分53秒 奇跡を呼ぶ一発逆転首固め                                                  | 平田◯                                |
| 平田が第1058代王者に |                                                                                   |                                      |
| ●エッちゃん | 11分15秒 OTR                                                                      | ヨシヒコ◯                            |
| ●大石 | 11分35秒 輪廻転生                                                                 | ヨシヒコ◯                            |
| ●平田 | 12分3秒 首4の字固め                                                               | 大鷲◯                                |
| 大鷲が第1059代王者に |                                                                                   |                                      |
| ●大鷲 | 12分7秒 首4の字固め                                                               | ヨシヒコ◯                            |
| ヨシヒコが第1060代王者に |                                                                                   |                                      |
| ●ヨシヒコ | 12分10秒 首4の字固め                                                              | 宮武◯                                |
| 宮武が第1061代王者に |                                                                                   |                                      |
| ●宮武 | 12分11秒 首4の字固め                                                              | 伊橋◯                                |
| 伊橋が第1062代王者に |                                                                                   |                                      |
| ●伊橋 | 12分56秒 赤井のハイキック→体固め                                                  | 伊橋のパンツ◯                        |
| 伊橋のパンツが第1063代王者に |                                                                                   |                                      |
| ●伊橋のパンツ | 13分26秒 ボディープレス→体固め                                                    | チェリー◯                            |
| チェリーが第1064代王者に |                                                                                   |                                      |
| ●高梨 | 14分19秒 OTR                                                                      | 赤井◯                                |
| ●チェリー | 14分35秒 エビ固めを切り返す→エビ固め                                              | 赤井◯                                |
| 赤井が第1065代王者に |                                                                                   |                                      |
| 第四試合 ハードコアスペシャル6WAYマッチ |                                                                                   |                                      |
| ◯佐々木大輔 | 15分21秒 ダイビング・エルボードロップ・フロム・ラダー・トゥ・テーブル →片エビ固め | 樋口和貞●                            |
| 残る4人は高木三四郎、KENSO、宮本裕向、大家健。 |                                                                                   |                                      |
| 第五試合 DDT EXTREME級選手権試合〜UWFルール+3カウントフォール+場外20カウント混成ルール                                                                      |                                                                                   |                                      |
| ●アントーニオ本多 （第33代王者） | 9分26秒 首固め                                                                    | ケンドー・カシン◯ （挑戦者）         |
| アントンが4度目の防衛に失敗、カシンが第34代王者となる |                                                                                   |                                      |
| 第六試合 |                                                                                   |                                      |
| 男色ディーノ ◯バラモン・シュウ バラモン・ケイ | 14分51秒 横入り式エビ固め                                                         | ジョーイ・ライアン 福田洋● 遠藤哲哉  |
| 第七試合 スペシャルシングルマッチ |                                                                                   |                                      |
| ●入江茂弘 | 16分55秒 ゴーレムスプラッシュ→体固め                                              | 岡林裕二◯                            |
| セミファイナル スペシャルシングルマッチ |                                                                                   |                                      |
| ◯HARASHIMA | 18分30秒 スワンダイブ式蒼魔刀→体固め                                              | 竹下幸之介●                          |
| メインイベント KO-D無差別級選手権試合 |                                                                                   |                                      |
| ●坂口征夫 | 18分5秒 勇脚・斬                                                                  | 木高イサミ◯                          |
| 第54代王者坂口が3度目の防衛に失敗、イサミが第55代王者となる                                                                                                 |                                                                                   |                                      |